# 李淦 (元朝)
李淦，元朝官员。
李淦在元世祖时担任扬州儒学正。桑哥倒台后，李淦上书弹劾桑哥误国，是叶李推荐的缘故。请斩叶李以谢天下。驿召李淦至京师。至元二十九年二月，叶李去世，年五十一岁。叶李卒，李淦至京，皇帝下诏以李淦为江阴路教授，以表彰他的直言。